# Pierre Gautier
 (décembre 2018).
Pour les articles homonymes, voir Gautier.
Pierre Gautier, né en 1858 à Nice (alors division de Nice du royaume de Sardaigne) et mort en 1927 à Nice, est un homme politique français, maire de Nice de 1922 à 1927.

## Biographie
François Pierre Rostan est né le 28 juillet 1858 de père inconnu, et déclaré comme étant le fils de Thérèse Rostan. En 1877, la fille de Thérèse Rostan, Marie Sénéca le reconnait comme son fils. Il prend alors le nom de François Pierre Sénéca, puis Pierre Gautier après le mariage de sa mère le 1er septembre 1882, avec Horace Gautier qui le reconnaît comme son fils légitime et lui donne son nom.
Après des études à l'École d'application de Saumur, il sert en Algérie de 1879 à 1884. Il revient à Nice en 1885. Partisan d'Honoré Sauvan (gauche), il est conseiller municipal de 1900 à 1912 mais est battu aux élections législatives de 1914. Après avoir participé à la guerre, il devient le premier adjoint d'Honoré Sauvan en 1919. Il devient maire à la suite du décès de Sauvan en 1922 avant d'être réélu en 1925 à la tête d'une liste PRDS. Il a rétabli les finances de la ville, amélioré les services publics, créé des jardins, des stades et des écoles. Il a également percé des rues nouvelles, fait acheter par la ville l'hôtel du Parc-Impérial et des terrains pour l'aéroport.
À sa mort en 1927, son adjoint Alexandre Mari lui succède.

## Distinctions
- Officier de la Légion d'honneur (11 novembre 1923)[1],[3]
- Médaille coloniale
- Officier d'académie